# Juazeirinho
Juazeirinho es un municipio brasileño del estado de Paraíba, localizado en la región del Seridó Oriental Paraibano. De acuerdo con el censo realizado por el IBGE (Instituto Brasileño de Geografía y Estadística) en el año de 2006, su población es de 15.727 habitantes.

## Geografía
El municipio está incluido en el área geográfica de cobertura del semiárido brasileño, definida por el Ministerio de la Integración Nacional en 2005. Esta delimitación tiene como criterios el índice pluviométrico, el índice de aridez y el riesgo de sequía.